# ちはるさんの娘
『ちはるさんの娘』（ちはるさんのむすめ）は、西炯子による日本の漫画作品（4コマ形式）。『まんがタウン』（双葉社）にて、2007年3月号より不定期で連載されていた。コミックスは同社の「アクションコミックス」レーベルにて全4巻。

## 概要
38歳でバツイチのミステリ作家・五十嵐ちなつと、80歳の母・ちはるをめぐるコメディ作品。

## 主な登場人物
五十嵐 ちなつ（いがらし ちなつ）
本作の主人公。38歳でバツイチのミステリ作家。現在は母・ちはるの住む実家と「スープの冷めない距離」にあるマンションに一人暮らし。年の離れた兄と姉がいる。父は既に他界。
基本的には真面目な常識人で、年甲斐もなく（とちなつは思っている）好奇心旺盛で乙女なちはるへのツッコミ役だが、仕事が多忙になると食事もパンやラーメンのみ、部屋は散らかり放題という事態になってしまう。
五十嵐 ちはる（いがらし ちはる）
ちなつの母。洋裁店店主。80歳になるが好奇心旺盛、おしゃれが大好きで、スポーツクラブに通い、テレビは昼ドラが好き、さらにはヒーロー番組のイケメン俳優にも夢中になるというように、気は若い。また、誰とでもすぐに仲良くなれる。
一方で母親として娘を気遣うことも忘れていない。ちなつが早く再婚することを願っており、梅本が再婚相手になってくれるのではないかと期待している。
梅本（うめもと）
『月刊ミステリブック』でちなつを担当している若手編集者。26歳。ヘマが多く、ちなつがフォローに回ることも多い。
ちなつに恋愛感情を抱いている。
鈴木 まりか（すずき まりか）
商店街の肉屋の娘。おませな小学5年生。おしゃれ好きで、ちはるの親友。
武者小路
梅本の後輩で、ちなつの文庫担当の編集者。有能な女性。ちなつに恋愛感情を抱いている。

## 書誌情報
西炯子『ちはるさんの娘』 双葉社 アクションコミックス
1. 2010年10月 初版発行、ISBN 978-4-575-83820-6
2. 2013年12月 初版発行、ISBN 978-4-575-94400-6
3. 2017年4月 初版発行、ISBN 978-4-575-94495-2
4. 2020年1月 初版発行、ISBN 978-4-575-94566-9